# Шоркасы (Шумшевашское сельское поселение)
Шоркасы́ (чув. Шуркасси) — деревня в Аликовском муниципальном округе Чувашской Республики. Входила в состав Шумшевашского сельского поселения до его упразднения в 2022 году.

## Этимология
Краевед И. С. Дубанов, ссылаясь на работу Л. А. Ефимова «Элӗк енӗ: историпе краеведени очеркӗсем», приводит две версии происхождения названия деревни: 

1) Шур — старинное чувашское имя; 2) Шур — болото.— Географические названия Чувашской Республики
"Касси" в переводе с древнетюркского - часть, кусок.

## Общие сведения о деревне

### География
Расстояние до столицы Чувашии — города Чебоксар — 87 км, до административного центра муниципального района — села Аликово — 27 км, до административного центра сельского поселения — села Шумшеваши — 6 км.
Деревня находится в 556 км (по прямой) к востоку от Москвы. Ближайшая железнодорожная станция — Вурнары (62 км) на линии Москва — Казань.
Деревня расположена на правом берегу реки Хоршеваш.

### Климат
Климат Аликовского района умеренно континентальный с продолжительной холодной зимой и тёплым летом. Средняя температура января −12,9 °C, июля 18,3 °C, абсолютный минимум достигал −44 °C, абсолютный максимум 37 °C. За год в среднем выпадает до 552 мм осадков.

## История
До 1920 года в составе Шуматовской волости Ядринского уезда Казанской губернии. 
С 01.10.1927 в составе Аликовского района Чувашской АССР. 
С 17.03.1939 в составе Советского района. 
С 20.12.1962 в составе Ядринского района. 
С 14.03.1965 в составе Аликовского района. 
С 01.10.1927 - Атменьский сельский совет. 
В 1991-2005 - Атменьская сельская администрация.

## Население
| Годы        | 1858 | 1906 | 1926 | 1939 | 1959 | 1970 | 1979 | 1989 | 1992 | 1995 | 2002 | 2005 | 2010 |
| ----------- | ---- | ---- | ---- | ---- | ---- | ---- | ---- | ---- | ---- | ---- | ---- | ---- | ---- |
| Дворов      |      | 41   | 49   |      |      |      |      |      | 49   | 50   | 48   | 43   |      |
| Мужчин      | 65   | 107  | 120  | 110  | 74   | 68   | 70   | 53   |      |      |      |      | 39   |
| Женщин      | 75   | 110  | 119  | 117  | 124  | 100  | 83   | 66   |      |      |      |      | 35   |
| Всего людей | 140  | 217  | 239  | 227  | 198  | 168  | 153  | 119  | 129  | 115  | 87   | 88   | 74   |